# Giovanni Lapentti
Giovanni Lapentti Gómez (Guayaquil, 25 de enero de 1983) es un extenista y entrenador ecuatoriano. Es familiar de otros tenistas: sobrino de Andrés Gómez, hermano de Nicolás Lapentti, primo de Roberto Quiroz y Emilio Gómez.
La posición más alta alcanzada (ranking) en individuales fue el puesto 110 en mayo de 2005. Jugó por primera vez la Copa Davis en 1998.

## Carrera de tenis
Giovanni Lapentti se convirtió en profesional en 2002, pero tuvo su primer partido en la gira en 2003, en el Franklin Templeton Classic en Scottsdale, Arizona. Obtuvo su primera victoria profesional en la primera ronda de ese torneo, derrotando a Paradorn Srichaphan, 7–6 (7–2), 6–2. Perdió en la segunda ronda del torneo ante David Sánchez.
Participó en el Roland Garros de 2003, perdiendo en la primera ronda. Durante el torneo, estuvo arriba por 1 set ante Tommy Robredo, pero tuvo que retirarse en el cuarto set debido a una lesión, por lo que no regresaría a la gira profesional hasta 2004.
Para el 2004, Lapentti no tendría una buena temporada en el circuito de la ATP, al quedar eliminado en primera ronda en varios torneos, pero aun así, logró 
participar por primera vez en el Masters de Indian Wells 2004 tras pasar la fase clasificatoria.
Tuvo mejores resultados en 2005, perdiendo en los playoffs de Copa Davis ante Jürgen Melzer (solo jugó un partido de Copa Davis ese año), y avanzó a la segunda ronda del Torneo de Washington, donde fue derrotado por Andy Roddick. Llegó a la tercera ronda de un torneo ATP por primera vez cuando participó en el Torneo de Indianápolis (perdiendo ante Paul Goldstein), también avanzó a la segunda ronda del Torneo de Newport y a la tercera ronda del Tennis Channel Open. El único torneo en el que participó y no logró llegar a la segunda ronda durante el 2005 fue en el Torneo de Indian Wells, donde perdió ante Kevin Kim. Con todos esos resultados, llegaría a su máximo ranking de 110 el 23 de mayo de 2005.
En 2009 participó en su segundo grand slam, el US Open, al que ascendió tras pasar tres rondas clasificatorias, pero en el partido de primera ronda perdió ante Simon Greul en cinco sets.

## Copa Davis

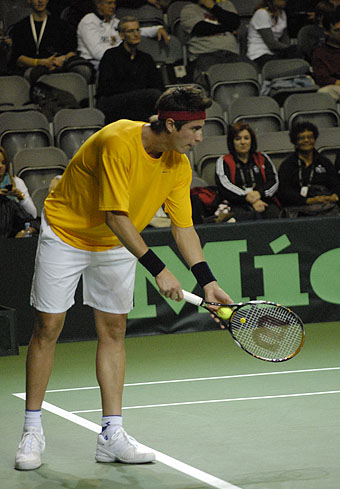
Giovanni Lapentti durante un partido contra Canadá en la Copa Davis 2009.

Giovanni debutó en 1998 cuando Ecuador derrotó 5-0 a Bahamas, con una victoria sobre Bjorn Munroe por 6-3 7-6(2).
Dos años más tarde, en la repesca de la Copa Davis 2000, Giovanni le daría la clasificación a Ecuador sobre Gran Bretaña, al derrotar en el último partido a Arvind Parmar en cinco sets (4-6, 3-6, 6-1, 6-3, 6-3).
Su récord en la competición es de 5 victorias y 7 derrotas.

## Títulos (0)

### Singles (0)
| Leyenda                |
| Grand Slam (0)         |
| Tennis Masters Cup (0) |
| ATP Masters Series (0) |
| ATP Tour (0)           |
| Challengers (10)       |

| N.º | Fecha                   | Torneo           | Superficie    | Oponente en la final | Resultado       |
| --- | ----------------------- | ---------------- | ------------- | -------------------- | --------------- |
| 1.  | 10 de marzo de 2003     | Salinas          | Tierra batida | Iván Miranda         | 6-3 6-4         |
| 2.  | 21 de julio de 2003     | Campos do Jordão | Dura          | Gouichi Motomura     | 6-4 6-0         |
| 3.  | 6 de octubre de 2003    | Quito            | Tierra batida | Ricardo Mello        | 6-3 6-7(10) 6-3 |
| 4.  | 27 de octubre de 2003   | Waco             | Dura          | Paul Goldstein       | 6-4 6-3         |
| 5.  | 9 de agosto de 2004     | Manta            | Dura          | Carlos Berlocq       | 6-7(2) 6-3 6-4  |
| 6.  | 4 de octubre de 2004    | Quito            | Tierra batida | Razvan Sabau         | 6-4 6-3         |
| 7.  | 14 de julio de 2008     | Manta            | Dura          | Ricardo Mello        | 6-2 6-4         |
| 8.  | 8 de septiembre de 2008 | Quito            | Tierra batida | Riccardo Ghedin      | 6-4 6-4         |
| 9.  | 10 de octubre de 2010   | Quito            | Tierra batida | Joao Souza           | 2-6 6-3 6-4     |
| 10. | 12 de marzo de 2011     | San José         | Dura          | Ígor Kunitsyn        | 7-5 6-3         |

### Finalista en Singles (0)
- 2002:
  - Challenger de Quito pierde ante Dick Norman por 4-6 3-6 sobre tierra batida.
- 2004:
  - Challenger de Campos do Jordão pierde ante Takao Suzuki por 4-6 3-6 sobre superficie dura.
- 2005:
  - Challenger de San Pablo pierde ante Ricardo Mello por 6-4 2-6 6-7 sobre superficie dura.
- 2006:
  - Challenger de Cuenca pierde ante Carlos Salamanca por 6-4 6-7(10) 5-7 sobre tierra batida.

### Clasificación en torneos de Grand Slam y Masters 1000 (individuales)
| Torneos de Grand Slam |    |    |    |    |   |    |    |    |    |   |    |    |    |    |       |
| Abierto de Australia  | -  | -  | -  | -  | - | Q1 | -  | Q2 | -  | - | -  | -  | Q1 | Q2 | 0     |
| Roland Garros         | -  | -  | Q1 | -  | - | Q1 | Q1 | Q1 | -  | - | -  | Q1 | Q2 | 1R | 0     |
| Wimbledon             | -  | Q1 | Q1 | -  | - | Q1 | -  | Q1 | -  | - | -  | -  | Q3 | Q3 | 0     |
| US Open               | -  | Q1 | -  | Q1 | - | -  | Q1 | 1R | Q3 | - | -  | Q3 | -  | Q2 | 0     |
| ATP Masters Series    |    |    |    |    |   |    |    |    |    |   |    |    |    |    |       |
| Indian Wells          | Q2 | -  | -  | -  | - | -  | Q2 | -  | -  | - | 1R | 1R | 1R | -  | 0 / 3 |

### Dobles (0)
| Leyenda                |
| Grand Slam (0)         |
| Tennis Masters Cup (0) |
| ATP Masters Series (0) |
| ATP Tour (0)           |
| Challengers (6)        |

| N.º | Fecha                 | Torneo            | Superficie    | Pareja           | Oponentes en la final                   | Resultado   |
| --- | --------------------- | ----------------- | ------------- | ---------------- | --------------------------------------- | ----------- |
| 1.  | 21 de julio de 2003   | Campos do Jordão  | Dura          | Rik De Voest     | Carlos Berlocq / Miguel Gallardo Valles | 6-1 7-5     |
| 2.  | 24 de mayo de 2004    | Liubliana         | Tierra batida | Rik De Voest     | Robert Lindstedt / Michael Russell      | 6-3 6-4     |
| 3.  | 24 de enero de 2005   | Santiago de Chile | Tierra batida | Damián Patriarca | Enzo Artoni / Ignacio González King     | 6-2 4-6 6-4 |
| 4.  | 7 de febrero de 2005  | Dallas            | Dura          | Rik De Voest     | Ramón Delgado / André Sá                | 6-4 6-4     |
| 5.  | 10 de abril de 2011   | Recife            | Dura          | Fernando Romboli | André Ghem / Rodrigo Guidolin           | 6-2 6-1     |
| 6.  | 14 de febrero de 2016 | Santo Domingo     | Tierra batida | Ariel Behar      | Jonathan Eysseric / Franko Škugor       | 7-5 6-4     |

### Finalista en Dobles (0)
- 2005:
  - Challenger de Santiago de Chile junto a Lucas Arnold Ker pierden ante Daniel Koellerer y Oliver Marach por 4-6 3-6 sobre tierra batida.

### Clasificación en torneos de Grand Slam
| Torneos de Grand Slam |    |   |
| Abierto de Australia  | -  | 0 |
| Roland Garros         | -  | 0 |
| Wimbledon             | 3R | 0 |
| US Open               | -  | 0 |